# Iwan Georgijewitsch Magakjan
Iwan Georgijewitsch Magakjan (russisch Иван Георгиевич Магакьян, armenisch: Հովհաննես Գևորգի Մաղաքյան; * 24. Märzjul. / 6. April 1914greg. in Tiflis, Russisches Kaiserreich; † 14. Dezember 1982 in Jerewan, Armenische Sozialistische Sowjetrepublik) war ein sowjetischer Geologe, der 1948 Mitglied der Nationalen Akademie der Wissenschaften der Armenischen SSR wurde.

## Leben

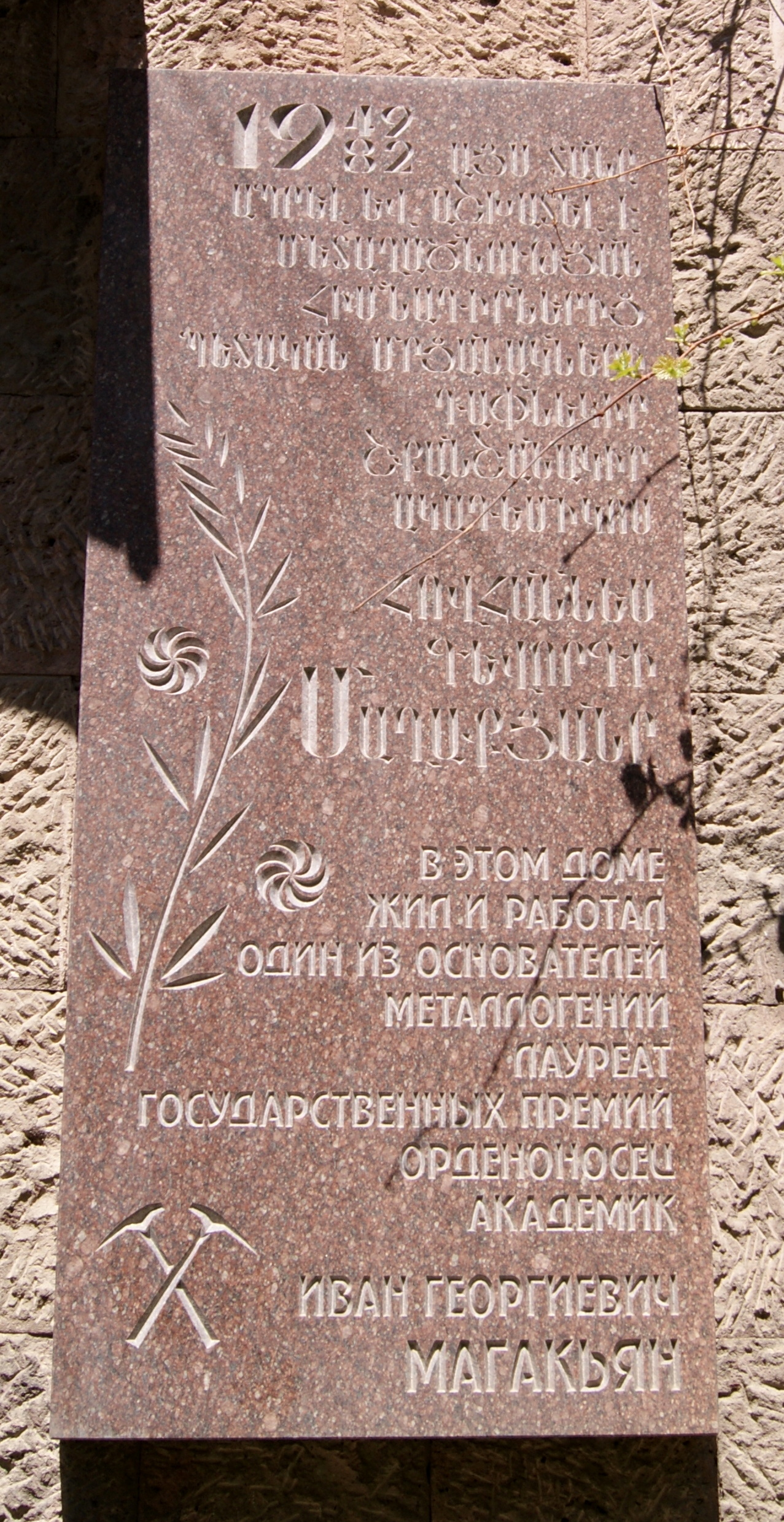
Gedenkplakette für Iwan Georgijewitsch Magakjan

Iwan Georgijewitsch Magakjan begann 1930 ein Studium am Georgische Polytechnischen Institut, das er 1932 am Leningrader Bergbauinstitut fortsetzte und 1935 abschloss. Noch während des Studiums wurde er 1934 Leiter der Gruppe einer tadschikisch-pamirischen Expedition der Akademie der Wissenschaften der UdSSR und hatte diese Funktion bis 1940 inne. 1940 schloss er seine Promotion mit der Dissertation Металлоносность скановых зон Зеравшано-Гиссарской горной области (Metallgehalt der Scanzonen der Zeravshano-Hissar-Bergregion) ab und wurde 1941 außerordentlicher Professor für Mineralogie am Leningrader Bergbauinstitut. 1942 wechselte er auf eine außerordentliche Professur am Institut für Geologische Wissenschaften, das zur 1943 gegründeten Akademie der Wissenschaften der Armenischen Sozialistischen Sowjetrepublik gehörte. Zugleich wurde er 1943 Sekretär der Abteilung für Technische Wissenschaften der Armenischen Nationalen Akademie der Wissenschaften. 1948 erwarb er bei Alexander Nikolajewitsch Sawarizki mit der Dissertation Металлогения Армянской ССР (Metallogenie der Armenischen SSR) den Grad eines Doktors der geologischen und mineralogischen Wissenschaften.
Magakjan wurde 1948 Mitglied der Armenischen Nationalen Akademie der Wissenschaften und übernahm 1948 eine Professur am Leningrader Bergbauinstitut, an dem er bis 1960 lehrte. 1950 wurde ihm der Stalinpreis „für die Entdeckung und geologische Erforschung von Mineralvorkommen“ verliehen. 1960 wurde er zum Professor an die Staatliche Universität Jerewan berufen und unterrichtete an dieser bis zu seinem Tode 1982. Nachdem er zwischen 1960 und 1963 Direktor des Instituts für Geologische Wissenschaften der Akademie der Wissenschaften der Armenischen SSR war, wurde er 1963 Direktor der Abteilung für Geowissenschaften der Akademie der Wissenschaften. In seinen Hauptarbeiten widmete er sich der Geologie und Geochemie von Erzlagerstätten und der Metallogenität. Für seine Verdienste in der Wissenschaft wurde er mehrfach ausgezeichnet und erhielt unter anderem 1968 und 1971 Orden des Roten Banners der Arbeit, 1947 den Orden des Roten Sterns, 1951 das Ehrenzeichen der Sowjetunion, 1945 die Medaille „Für die Verteidigung des Kaukasus“, 1946 die Medaille „Sieg über Deutschland“, 1946 die Medaille „Für heldenmütige Arbeit im Großen Vaterländischen Krieg 1941–1945“, 1970 die Jubiläumsmedaille „Zum Gedenken an den 100. Geburtstag von Wladimir Iljitsch Lenin“ sowie 1972 die „Sergei Iwanowitsch Wawilow“-Medaille der All-Unionsgesellschaft für das Wissen. 1976 wurde ihm ferner der Staatspreis der Armenischen SSR für mineralogische und geochemische Untersuchungen von Erzen verliehen.
Magakjan war Mitglied des Obersten Sowjets der Armenischen SSR der fünften Einberufung.

## Veröffentlichungen
- Металлоносность скановых зон Зеравшано-Гиссарской горной области, (Metallgehalt der Scanzonen der Zeravshano-Hissar-Bergregion), 1940
- Металлогения Армянской ССР, Metallogenie der Armenischen SSR, 1948
- Основы металлогении материков, (Grundlagen der Metallogenie der Kontinente), 1959
- Рудные месторождения, (Erzvorkommen), 2. Auflage, 1961
- Типы рудных провинций и рудных формаций СССР, (Arten von Erzprovinzen und Erzformationen der UdSSR), 1969
- Редкие, рассеянные и редкоземельные элементы, (Seltene, Spuren- und Seltenerdelemente), 1971